# 黒野北口駅
黒野北口駅（くろのきたぐちえき）は、岐阜県揖斐郡大野町にあった名古屋鉄道谷汲線の駅である。

## 歴史
谷汲線の前身は谷汲鉄道で、同社により路線が開通した際に当駅も開業している。谷汲線は2001年（平成13年）に全線が廃止され、当駅も廃駅となった。

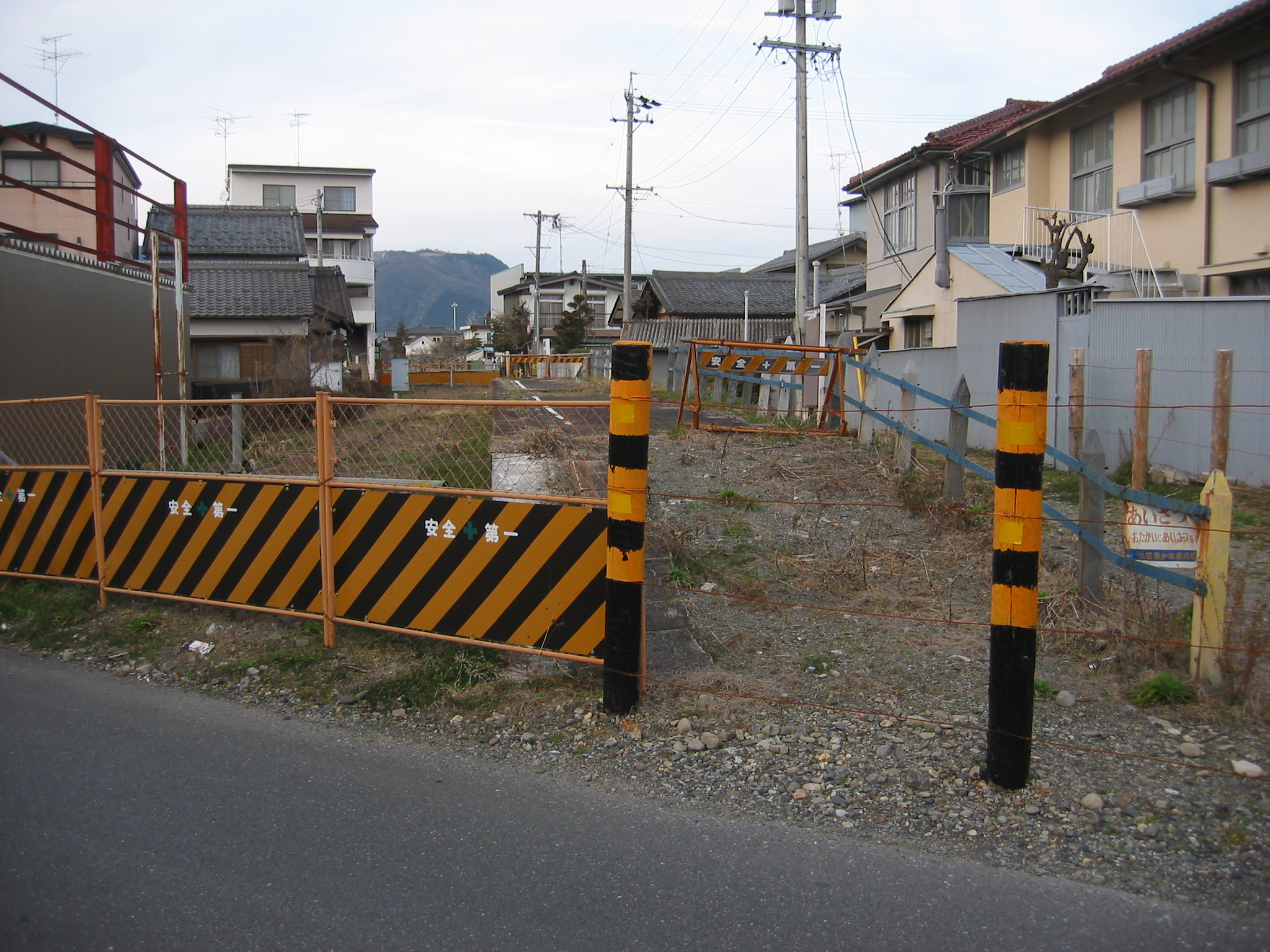
駅跡（2005年3月）

- 1926年（大正15年）4月6日 - 谷汲鉄道の黒野駅 - 谷汲駅間の開業により開設[2][3]。
- 1944年（昭和19年）3月1日 - 谷汲鉄道の名古屋鉄道への合併により同社の谷汲線の駅となる[3]。
- 1948年（昭和23年）11月1日以前 - 無人駅化[4]。
- 2001年（平成13年）10月1日 - 谷汲線廃止とともに廃駅[5]。

## 駅構造
- 単式1面1線で交換不可だった。

### 配線図
| ← 谷汲方面 | 黒野北口駅 構内配線略図 | → 黒野方面 |
| 凡例 出典: |                         |            |

## 利用状況
- 『名古屋鉄道百年史』によると1992年度当時の1日平均乗降人員は163人であり、この値は岐阜市内線均一運賃区間内各駅（岐阜市内線・田神線・美濃町線徹明町駅 - 琴塚駅間）を除く名鉄全駅（342駅）中324位、 揖斐線・谷汲線（24駅）中15位であった[1]。

## 隣の駅
名古屋鉄道
谷汲線
黒野駅 - 黒野北口駅 - 豊木駅
- 1969年（昭和44年）までは隣の黒野駅との間に黒野西口駅が存在した。